# Eta Leporis
Eta Leporis (η Leporis, η Lep) è la settima stella più luminosa della costellazione della Lepre. La sua magnitudine apparente è +3,72 e dista 48,5 anni luce dal sistema solare.

## Osservazione
Si tratta di una stella situata nell'emisfero celeste australe; grazie alla sua posizione non troppo meridionale, può essere osservata dalla gran parte delle regioni della Terra, sebbene gli osservatori dell'emisfero sud siano più avvantaggiati. Nei pressi dell'Antartide appare circumpolare, mentre resta sempre invisibile solo oltre il circolo polare artico. Essendo di magnitudine +3,72, la si può osservare anche dai piccoli centri urbani, sebbene un cielo non eccessivamente inquinato sia maggiormente indicato per la sua individuazione.
Il periodo più propizio per la sua osservazione nel cielo serale ricade nei mesi compresi fra dicembre e aprile.

## Caratteristiche fisiche
η Leporis è una stella di classe F2V, o F1V come compare in qualche pubblicazione, classificata quindi come stella bianco-gialla di sequenza principale. La sua temperatura superficiale è di circa 7000 K, ha una massa ed un raggio del 50% superiori a quelli del Sole ed è 6 volte più luminosa della nostra stella.
Eta Leporis pare una stella più giovane rispetto al Sole, con un'età che varia a seconda delle fonti consultate da 640 a 1400 milioni di anni. È una stella simile a η Corvi e β Trianguli Australis, e come queste ha in comune il rilevamento di un eccesso di radiazione infrarossa attorno ad essa, che suggerisce la presenza di un disco circumstellare avente una temperatura di 165 K. Studi condotti con osservazioni con il Telescopio spaziale Spitzer mostrano la parte interna del disco sgombra di materia, il che suggerisce la presenza di pianeti in quella zona.